# Serge Maschewski
Serge Maschewski (ros. Сергей Иванович Машевский, Siergiej Iwanowicz Maszewski; ur. 1975 w Pawłodarze) – niemiecki duchowny ewangelicki pochodzenia kazachskiego, biskup (zwierzchnik) Niemieckiego Kościoła Ewangelicko-Luterańskiego Ukrainy (DELKU) w latach 2013–2018.

## Życiorys
Pochodzi z Kazachstanu. Jest obywatelem Republiki Federalnej Niemiec. Ukończył studia w zakresie filologii oraz studia teologiczne. W latach 2009–2013 był pastorem  kościoła św. Katarzyny w Dniepropietrowsku. W październiku 2013 Synod Niemieckiego Kościoła Ewangelicko-Luterańskiego Ukrainy wybrał go na nowego zwierzchnika Kościoła. Jako zwierzchnik DELKU – bp. Maschewski wszedł w konflikt między innymi z partnerskim Ewangelicko-Luterańskim Kościołem Krajowym Bawarii co pośrednio doprowadziło do odłączenia ok. 30 parafii od DELKU (stan na sierpień 2016). Podczas sesji synodu, 9 października 2018 roku biskup Maschewski został odwołany przez delegatów ze stanowiska. Tymczasowym zwierzchnikiem Kościoła został ks. Pawło Szwarc z parafii w Charkowie.
Maschewski postanowień Synodu nie uznał i 20 października zwołał własny synod w Dnieprze. Nawiązał też relacje z Luterańskim Kościołem Synodu Missouri, nie należącym do Światowej Federacji Luterańskiej.